# Papa Gelasius I
Papa Gelasius I (n. 410 d.Hr., Provincia Africa, praetorian prefecture of Italy⁠(d), Imperiul Roman – d. 21 noiembrie 496 d.Hr., Roma, Regatul Ostrogot⁠(d)) a fost Papă al Romei în perioada 1 martie 492 - 19 noiembrie 496.

## Activitate
În timpul său, schisma dintre Scaunul Papal și Bisericile din Răsărit, începută în timpul predecesorului său Papa Felix al III-lea, s-a adâncit, din cauza refuzului declarat al Papei Gelasius de a se împăca cu Constantinopolul, care susținea învățătura monofizită.
În timpul pontificatului său, regele ostrogoților și vicerege al Italiei pentru împăratul răsăritean Zeno I, Theodoric cel Mare, l-a detronat pe Odoacru în 493, devenind rege al Italiei. Noul rege, Theodoric, deși era adept al arianismului, i-a dat mână liberă papei în conducerea Bisericii și chiar l-a sprijinit pentru a putea rezista încercărilor Împăratului Zeno de a impune monofizitismul în Apus.

## Vezi ṣi
- Listă de papi